# Koválovice-Osíčany
Koválovice-Osíčany település Csehországban, a Prostějovi járásban. Koválovice-Osíčany Pačlavice, Prasklice, Tištín, Švábenice és Dětkovice településekkel határos. Lakosainak száma 262 fő (2024. január 1.).

## Népesség
A település lakosságának változását az alábbi diagram mutatja:
| Lakosok száma | 424  | 469  | 505  | 411  | 331  | 284  | 273  | 280  | 267  | 262  |
|               | 1869 | 1890 | 1921 | 1950 | 1980 | 2001 | 2017 | 2019 | 2022 | 2024 |